# Pomnik przyrody w gminie Czorsztyn
Na terenie gminy Czorsztyn, w powiecie nowotarskim, w województwie małopolskim znajduje się jeden pomnik przyrody. Są to 2 lipy szerokolistne rosnące w Sromowcach Wyżnych, na terenie prywatnym, 40 m na północ od szosy prowadzącej na koronę zapory zbiornika wyrównawczego. Obwody pni drzew wynoszą 331 i 333 cm. Drzewa zostały uznane za pomnik przyrody na mocy Rozporządzenia Nr 21 Wojewody Nowosądeckiego z 28 sierpnia 1997 roku.